# Yoshiaki Yamashita

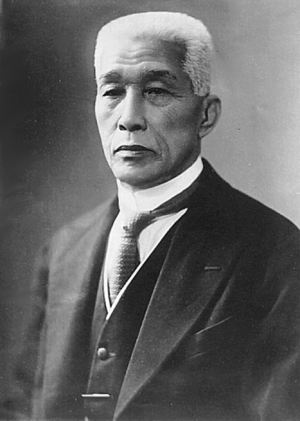
Yoshiaki Yamashita, judoca

Yamashita Yoshitsugu (山下 義韶, 16 de fevereiro de  1865 – 26 Outubro de 1935,também conhecido como Yamashita Yoshiaki), foi a primeira pessoa que atingiu o 10º Dan do cinturão vermelho (judan) no judo Kodokan. Ele tambem foi o pioneiro do judo nos Estados Unidos.